# 난포분시
난포분시(南浦文之, なんぽぶんし, 1555 ~ 1620.10.25.)는 일본 아즈치모모야마시대(安土桃山時代)부터 에도시대(江戸時代) 전기에 걸쳐 생존한 일본 임제종(臨済宗) 승려이다.
속성(俗姓)은 유아사(湯浅)이다. 별명은 분시겐쇼(文之玄昌, ぶんしげんしょう)이다. 별호(別號)는 운쿄겐(雲興軒), 지슈사이(時習斎)이다.

## 경력
코치(弘治) 원년(1555)에 일본 휴가국(日向国) 오비(飫肥) 난고(南郷) 토노우라(外浦)에서 태어났다. 호인 '난포(南浦)'는 그의 출생지에서 유래한 것이다. 어렸을 때부터 비범함을 발휘하면서 '문수동(文殊童, 지혜를 상징하는 문수보살에서 따옴, 문수보살은 어린 남자 아이로 자주 현현하기 때문에 이러한 별명이 붙음)'이라고 불렸다. 12세에 현재 니치난시(日南市) 난고초(南郷町)에 있는 엔메이지(延命寺, 오늘날 사이메이지西明寺)라는 선문(禪門)에 입적, 휘는 겐쇼(玄昌)로 하였다. 게이안겐주(桂庵玄樹)의 손제자(孫弟子, 제자의 제자)에 해당하는 류겐지(龍源寺)의 이치오겐신(一翁玄心)]]에게 선(禪)과 유학(儒學)을, 명(明)의 고카유켄(江夏友賢)에게 오경주역(五経周易)의 송학(宋學)을 배웠다. 장구훈고(章句訓詁)에 뛰어나 15세에 교토(京都)에 가서 도후쿠지)(東福寺)의 류긴안(龍吟庵) 기슌류키(煕春竜喜)의 법사(法嗣)가 되었고, '운쿄(雲興)'・'라이운(懶雲)'・'교운(狂雲)' 등으로도 불렸다.
게이쵸(慶長) 7년(1602), 시마즈 이에히사(島津家久)가 창건한 다이류지(大竜寺)의 개산조(開山祖)가 되었다. 다음해 게이쵸 8년(1603), 시마즈씨(島津氏)의 부탁으로 사절로서 도쿠가와 이에야스(徳川家康)를 알현하였고, 이에야스의 추천으로 겐쵸지(建長寺)에 죠도힌보츠(上堂秉払, じょうどうひんぼつ) 의식을 수행, 고미즈노오천황(後水尾天皇)에게 초청되어 궁중에서 사서(四書)의 신주(新註) 강의를 수행하는 등, 학식의 깊이를 알 수 있다. 시마즈 요시히사(島津義久)와 시마즈 이에히사 등도 불가에 대한 깊은 귀의를 보여, 사쓰마번(薩摩藩)의 명 혹은 류큐(琉球)와의 외교문서를 맡았다. 게이안겐주를 시작으로 하는 사쓰난학파(薩南學派)라고 불리는 주자학(朱子學)을 계승, 『사서집주(四書集註)』에 겐주가 찍은 훈점(訓點)을 개정하였다.
저서에『뎃포기(鉄炮記)』『난포문집(南浦文集)』『닛슈평치기(日州平治記)』『결승기(決勝記)』 등이 있다.
겐나(元和) 6년(1620) 9월 30일, 66세로 사망하였다. 묘는 가고시마현(鹿児島県) 아이라시(姶良市) 다이헤이산(太平山) 안코쿠지(安国寺)이다. 묘는 일분 국가 사적(史跡)으로 지정되었다.
사쓰마번의 검술가 도고 시게카타(東郷重位)의 검술에 '시현류(示現流)'라는 유파명을 부여하고 있다.

## 주요 저서
- 뎃포기(鉄炮記)
- 난포문집(南浦文集)